# Chalcides pentadactylus
Espèce
Synonymes
- Sphenocephalus pentadactylus Beddome, 1870

Statut de conservation UICN

 DD  : Données insuffisantes
Chalcides pentadactylus est une espèce de sauriens de la famille des Scincidae.

## Répartition
Cette espèce est endémique du Kerala en Inde.

## Publication originale
- Beddome, 1870 : Descriptions of some new lizards from the Madras Presidency. The Madras monthly journal of medical science, vol. 1, p. 30-35.